# MC Oran - USM Bel Abbès en football
Le Derby de l'Ouest, appelé également le Derby de l'Oranie ou Derby de l'Ouest est une rencontre de football qui se déroule entre les deux rivaux de la ville d'Oran et de Sidi Bel-Abbès en Algérie, et qui sont le MC Oran et l'USM Bel Abbès. A l'exception du Derby oranais, il est considéré comme le plus grand derby de l'Oranie.

## Histoire
La première rencontre de l'ère de l'Algérie indépendante a eu lieu le 13 octobre 1963 dans le cadre du premier championnat d'Algérie à Oran et s'est terminé par le score d'un but par tout. La rivalité entre les deux clubs est tellement importante que bien que rarement, il arrivait parfois que des incidents eu lieu comme celui de 2018.

## Résultats sportifs

### Championnat
| Saison  | Match                                     | Date                                      | Rencontre                                 | Stade                                     | Rés.                                      | Buteur(s) pour le MC Oran                               | Buteur(s) pour l'USM Bel-Abbès                                | Spec.                                     |
| ------- | ----------------------------------------- | ----------------------------------------- | ----------------------------------------- | ----------------------------------------- | ----------------------------------------- | ------------------------------------------------------- | ------------------------------------------------------------- | ----------------------------------------- |
| 1963-64 | 1                                         | 13 octobre 1963                           | MCO-USMBA                                 | Oran                                      | 1-1                                       | ?                                                       | ?                                                             | -                                         |
| 1963-64 | *                                         | rejoué                                    | MCO-USMBA                                 | Oran                                      | 4-2                                       | ?                                                       | ?                                                             | -                                         |
| 1963-64 | 2                                         | 12 avril 1964                             | USMBA-MCO                                 | Sidi Bel-Abbès                            | 2-1                                       | Nehari 50e                                              | Rouai 70e (pen.) Bekkar 78e                                   | -                                         |
| 1964-68 | Division différents (USMBA En Division 2) | Division différents (USMBA En Division 2) | Division différents (USMBA En Division 2) | Division différents (USMBA En Division 2) | Division différents (USMBA En Division 2) | Division différents (USMBA En Division 2)               | Division différents (USMBA En Division 2)                     | Division différents (USMBA En Division 2) |
| 1967-68 | 1                                         | 19 novembre 1967                          | USMBA-MCO                                 | SBA                                       | 1-2                                       | Belabbès 58e 70e                                        | Hamri Miloud 24e                                              |                                           |
| 1967-68 | 2                                         | 14 avril 1968                             | MCO-USMBA                                 | Oran                                      | 2-1                                       | Hamida 17e, Freha 71e                                   | Abdi 24e                                                      |                                           |
| 1968-69 | 3                                         | 29 septembre 1968                         | MCO-USMBA                                 | Oran                                      | 1-0                                       | Hamida 29e                                              | -                                                             |                                           |
| 1968-69 | 4                                         | 2 mars 1969                               | USMBA-MCO                                 | Sidi Bel Abbès                            | 1-0                                       | -                                                       | Lahmar 40e                                                    |                                           |
| 1969-70 | 5                                         | 16 novembre 1969                          | USMBA - MCO                               | SBA                                       | 2-0                                       | -                                                       | Maggi 33e, Aziri 85e                                          |                                           |
| 1969-70 | 6                                         | 8 mars 1970                               | MCO - USMBA                               | Oran                                      | 2-1                                       | Nehari 32e, Meguenine 53e                               | Amar 65e (pen.)                                               |                                           |
| 1970-71 | 7                                         | 25 octobre 1970                           | MCO-USMBA                                 | Oran                                      | 3-2                                       | Bouhadji 7e, Mehdi 52e, Freha 55e                       | Kaddour 37e 89e                                               |                                           |
| 1970-71 | 8                                         | 28 février 1971                           | USMBA-MCO                                 | Mohammadia                                | 0-3 ff                                    | Par forfait (1 - 3) .                                   | Par forfait (1 - 3) .                                         |                                           |
| 1971-72 | 9                                         | 10 octobre 1971                           | MCO-USMBA                                 | Oran                                      | 2-0                                       |                                                         |                                                               |                                           |
| 1971-72 | 10                                        | 2 avril 1972                              | USMBA-MCO                                 | Sidi Bel Abbès                            | 1-2                                       |                                                         |                                                               |                                           |
| 1972-73 | 11                                        | 3 septembre 1972                          | USMBA-MCO                                 | Sidi Bel Abbès                            | 0-0                                       |                                                         | -                                                             |                                           |
| 1972-73 | 12                                        | 11 février 1973                           | MCO-USMBA                                 | Oran                                      | 0-2                                       |                                                         | -                                                             |                                           |
| 1973-74 | 13                                        | 16 décembre 1973                          | USMBA-MCO                                 | Sidi Bel Abbès                            | 1-1                                       |                                                         | -                                                             |                                           |
| 1973-74 | 14                                        | 5 mai 1974                                | MCO-USMBA                                 | Oran                                      | 0-4                                       |                                                         | -                                                             |                                           |
| 1974-75 | 15                                        | 8 septembre 1974                          | MCO-USMA                                  | Oran                                      | 6-0                                       |                                                         | -                                                             |                                           |
| 1974-75 | 16                                        | 25 décembre 1975                          | USMBA-MCO                                 | SBA                                       | 3-1                                       |                                                         | -                                                             |                                           |
| 1975-76 | 17                                        | 21 septembre 1975                         | USMBA-MCO                                 | Sidi Bel Abbès                            | 2-4                                       |                                                         | -                                                             |                                           |
| 1975-76 | 18                                        | 8 février 1976                            | MCO-USMBA                                 | Oran                                      | 0-0                                       |                                                         | -                                                             |                                           |
| 1976-80 | Division différents (USMBA En Division 2) | Division différents (USMBA En Division 2) | Division différents (USMBA En Division 2) | Division différents (USMBA En Division 2) | Division différents (USMBA En Division 2) | Division différents (USMBA En Division 2)               | Division différents (USMBA En Division 2)                     | Division différents (USMBA En Division 2) |
| 1980-81 | 19                                        | 3 octobre 1980                            | MCO-USMBA                                 | Oran                                      | 2-1                                       |                                                         |                                                               |                                           |
| 1980-81 | 20                                        | 27 février 1981                           | USMBA-MCO                                 | SBA                                       | 0-0                                       |                                                         | -                                                             |                                           |
| 1981-82 | 21                                        | 16 octobre 1981                           | MCO-USMBA                                 | Oran                                      | 2-1                                       |                                                         |                                                               |                                           |
| 1981-82 | 22                                        | 5 mars 1982                               | USMBA-MCO                                 | SBA                                       | 2-2                                       |                                                         | -                                                             |                                           |
| 1982-83 | 23                                        | 8 octobre 1982                            | USMBA-MCO                                 | SBA                                       | 1-2                                       | Bendjahene 1re 18e                                      | Bellatoui 68e                                                 |                                           |
| 1982-83 | 24                                        | 11 mars 1983                              | MCO-USMBA                                 | Oran                                      | 0-0                                       | -                                                       | -                                                             | 7510                                      |
| 1983-84 | 25                                        | 18 novembre 1983                          | USMBA-MCO                                 | SBA                                       | 1-1                                       |                                                         |                                                               |                                           |
| 1983-84 | 26                                        | 24 avril 1984                             | MCO-USMBA                                 | Oran                                      | 1-0                                       | Sebbah 89e (pen.)                                       | -                                                             |                                           |
| 1984-85 | 27                                        | 14 décembre 1984                          | USMBA-MCO                                 | SBA                                       | 1-0                                       |                                                         |                                                               |                                           |
| 1984-85 | 28                                        | 26 mai 1985                               | MCO-USMBA                                 | SBA                                       | 1-0                                       |                                                         | -                                                             |                                           |
| 1985-86 | 29                                        | 20 septembre 1985                         | USMBA-MCO                                 | SBA                                       | 0-2                                       | Merzoud 54e Meziane 59e                                 |                                                               |                                           |
| 1985-86 | 30                                        | 15 janvier 1986                           | MCO-USMBA                                 | Oran                                      | 1-0                                       | Benmimoun 67e                                           | -                                                             |                                           |
| 1986-88 | Division différents (USMBA En Division 2) | Division différents (USMBA En Division 2) | Division différents (USMBA En Division 2) | Division différents (USMBA En Division 2) | Division différents (USMBA En Division 2) | Division différents (USMBA En Division 2)               | Division différents (USMBA En Division 2)                     | Division différents (USMBA En Division 2) |
| 1988-89 | 31                                        | 10 novembre 1988                          | MCO-USMBA                                 | Oran                                      | 3-4                                       | Meziane 7e et 25e (pen.), Toumi 11e                     | Bouhdjar 10e, Tlemcani Aek 22e, Cherifi 42e, Menni Zeggai 73e |                                           |
| 1988-89 | 32                                        | 9 mars 1989                               | USMBA-MCO                                 | SBA                                       | 3-0                                       | -                                                       | Menni Zeggai 30e 65e Tlemcani Aek 35e                         |                                           |
| 1989-90 | 33                                        | 15 septembre 1989                         | MCO-USMBA                                 | Oran                                      | 1-0                                       | Foussi 60e                                              | -                                                             |                                           |
| 1989-90 | 34                                        | 16 février 1990                           | USMBA-MCO                                 | SBA                                       | 2-1                                       |                                                         | -                                                             |                                           |
| 1990-91 | 35                                        | 21 décembre 1990                          | USMBA-MCO                                 | SBA                                       | 0-3                                       | Meziane 10e 27e, Tasfaout 14e                           | -                                                             |                                           |
| 1990-91 | 36                                        | 1er octobre 1991                          | MCO-USMBA                                 | Oran                                      | 3-1                                       | Tasfaout 2e, Lazrag 14e, Meziane 38e                    | Nouala 85e                                                    |                                           |
| 1991-92 | 37                                        | jeudi 6 février 1992                      | USMBA-MCO                                 | SBA                                       | 1-0                                       | -                                                       | Menni Zeggai 48e                                              | -                                         |
| 1991-92 | 38                                        | lundi 14 septembre 1992                   | MCO-USMBA                                 | Oran                                      | 4-3                                       | Tasfaout 39e 62e, Mecheri 49e, Belatoui 70e             | Louahla 19e, Hachemane 52e, Salem 83e                         | 6,000                                     |
| 1992-09 | Division différents (USMBA En Division 2) | Division différents (USMBA En Division 2) | Division différents (USMBA En Division 2) | Division différents (USMBA En Division 2) | Division différents (USMBA En Division 2) | Division différents (USMBA En Division 2)               | Division différents (USMBA En Division 2)                     | Division différents (USMBA En Division 2) |
| 2008-09 | 39                                        | 4 décembre 2008                           | MCO-USMBA                                 | Oran                                      | 2-0                                       | Bengoreine 38e 54e                                      | -                                                             |                                           |
| 2008-09 | 40                                        | 22 mai 2009                               | USMBA-MCO                                 | SBA                                       | 0-1                                       | El Bahari 64e                                           | -                                                             |                                           |
| 2009-12 | Division différents (USMBA En Division 2) | Division différents (USMBA En Division 2) | Division différents (USMBA En Division 2) | Division différents (USMBA En Division 2) | Division différents (USMBA En Division 2) | Division différents (USMBA En Division 2)               | Division différents (USMBA En Division 2)                     | Division différents (USMBA En Division 2) |
| 2012-13 | 41                                        | 22 septembre 2012                         | MCO-USMBA                                 | Oran                                      | 1-1                                       | Dagoulou 68e                                            | Boukhari 38e                                                  |                                           |
| 2012-13 | 42                                        | 26 janvier 2013                           | USMBA-MCO                                 | SBA                                       | 1-0                                       |                                                         | Belhadi 2e                                                    | Huis-clos                                 |
| 2013-14 | Division différents (USMBA En Division 2) | Division différents (USMBA En Division 2) | Division différents (USMBA En Division 2) | Division différents (USMBA En Division 2) | Division différents (USMBA En Division 2) | Division différents (USMBA En Division 2)               | Division différents (USMBA En Division 2)                     | Division différents (USMBA En Division 2) |
| 2014-15 | 43                                        | 1er novembre 2014                         | USMBA-MCO                                 | SBA                                       | 1-0                                       | -                                                       | Hocine Achiou 6e                                              | Huis-clos                                 |
| 2014-15 | 44                                        | 28 mars 2015                              | MCO-USMBA                                 | Oran                                      | 0-0                                       | -                                                       | -                                                             |                                           |
| 2015-16 | Division différents (USMBA En Division 2) | Division différents (USMBA En Division 2) | Division différents (USMBA En Division 2) | Division différents (USMBA En Division 2) | Division différents (USMBA En Division 2) | Division différents (USMBA En Division 2)               | Division différents (USMBA En Division 2)                     | Division différents (USMBA En Division 2) |
| 2016-17 | 45                                        | 16 septembre 2016                         | MCO-USMBA                                 | Oran                                      | 1-0                                       | H. Chérif 66e                                           | -                                                             |                                           |
| 2016-17 | 46                                        | 9 février 2017                            | USMBA-MCO                                 | SBA                                       | 2-0                                       | -                                                       | A. Zouari 45e, A. Balegh 58e                                  |                                           |
| 2017-18 | 47                                        | 29 septembre 2017                         | MCO-USMBA                                 | Oran                                      | 1-1                                       | M. Toumi 90e                                            | L. Tabti 61e                                                  |                                           |
| 2017-18 | 48                                        | 17 février 2018                           | USMBA-MCO                                 | SBA                                       | 2-5                                       | Bentiba 6e, Mansouri 22e 38e, A. Belel 69e, Freifer 86e | A. Zouari 24e (pen.), A. Bouguettaya 85e                      | 40,000                                    |
| 2018-19 | 49                                        | 1er septembre 2018                        | USMBA-MCO                                 | SBA                                       | 3-1                                       | R.Nadji 62e                                             | I.Guebli 17e, N.Ait Fergane 27e, A.Zouari 60e                 | 20,000                                    |
| 2018-19 | 50                                        | 25 janvier 2019                           | MCO-USMB                                  | Oran                                      | 2-2                                       | B. Boudebouda 40e, Z. Mansouri 64e (pen.)               | B. Mesmoudi 13e 90+4e                                         | 15,000                                    |
| 2019-20 | 51                                        | 17 août 2019                              | MCO-USMBA                                 | Oran                                      | 3-1                                       | Z. Mansouri 18e (pen.), B. Mesmoudi 59e, Y. Guertil 70e | A. Belhocini 50e (pen.)                                       | 0                                         |
| 2019-20 | 52                                        | 1er février 2020                          | USMBA-MCO                                 | SBA                                       | 1-2                                       | R. Nadji 4e 63e                                         | A. Litt 45e                                                   | 0                                         |
| 2020-21 | 53                                        | 23 décembre 2020                          | USMBA-MCO                                 | SBA                                       | 1-1                                       | K. Hamidi 67e                                           | A. Litt 28e                                                   | 0                                         |
| 2020-21 | 54                                        | 30 mai 2021                               | MCO-USMBA                                 | Oran                                      | 1-1                                       | M.H.Nekkache 83e                                        | H.Ounnas 56e                                                  | 0                                         |

### Autres compétitions

#### Coupe d'Algérie
Le tableau suivant liste les résultats des différents derbys en coupe d'Algérie entre le Mouloudia d'Oran et l'USM Bel-Abbès.
| Saison                       | Match | Date                    | Rencontre      | Stade                        | Rés.  | Buteur(s) pour le MC Oran      | Buteur(s) pour l'USM Bel-Abbès | Spec.  | Réf. |
| ---------------------------- | ----- | ----------------------- | -------------- | ---------------------------- | ----- | ------------------------------ | ------------------------------ | ------ | ---- |
| 1987-1988 (32e de finale)    | 1     | MP Oran - ESM Bel Abbès | 8 février 1988 | Birouna de Tlemcen           | 2 - 1 | Meziane 20e, Louahla 47e (csc) | Tlemçani 83e (pen.)            | 20,000 | 1    |
| 1991-1992 (demi-finales)     | 2     | USM Bel Abbès - MC Oran | 18 avril 1991  | Fraternité, Tiaret           | 2 - 1 | Arif 26e                       | Bouhenni 28e, Menni Zegai 46e  | -      |      |
| 2002-2003 (Quarts de finale) | 3     | USM Bel Abbès - MC Oran | 17 avril 2003  | l'Unité Africaine, (Mascara) | 0 - 1 | Sofiane Daoud 43e              | -                              | -      |      |

#### Coupe de La Ligue d'Algérie
Le tableau suivant liste les résultats des différents derbys en Coupe de La Ligue d'Algérie  entre le Mouloudia d'Oran et l'usm bel abbés .
| Saison    | Match | Date           | Rencontre               | Stade                        | Rés.  | Buteur(s) pour le MC Oran | Buteur(s) pour l'USM Bel-Abbès |
| --------- | ----- | -------------- | ----------------------- | ---------------------------- | ----- | ------------------------- | ------------------------------ |
| 1991-1992 | 1     | 6 janvier 1992 | MC Oran - USM Bel Abbes | Stade Habib-Bouakeul, (Oran) | 1 - 0 |                           |                                |

## Statistique des confrontations
| Catégories        | matchs joués | victoires MCO | nuls | victoires USMBA | buts MCO | buts USMBA |
| ----------------- | ------------ | ------------- | ---- | --------------- | -------- | ---------- |
| Championnat       | 53           | 27            | 12   | 14              | 76       | 57         |
| Coupe d'Algérie   | 3            | 2             | 0    | 1               | 4        | 2          |
| Coupe de la ligue | 1            | 1             | 0    | 0               | 1        | 0          |
| TOTAL             | 57           | 30            | 12   | 15              | 81       | 59         |

mise à jour fin saison 2019-20